# 斯特里爾基夫齊
48°45′59″N 25°59′22″E / 48.76639°N 25.98944°E
斯特里爾基夫齊（羅馬化：Strilkivtsi）是位於烏克蘭西部特諾皮爾州喬爾特基夫區的村莊，處於尼奇拉瓦河畔，距離皮夏京齊和科羅利夫卡0.5公里，面積5.26平方公里，2001年人口1,035。